# Friedrich Wilhelm zu Hohenlohe-Ingelfingen

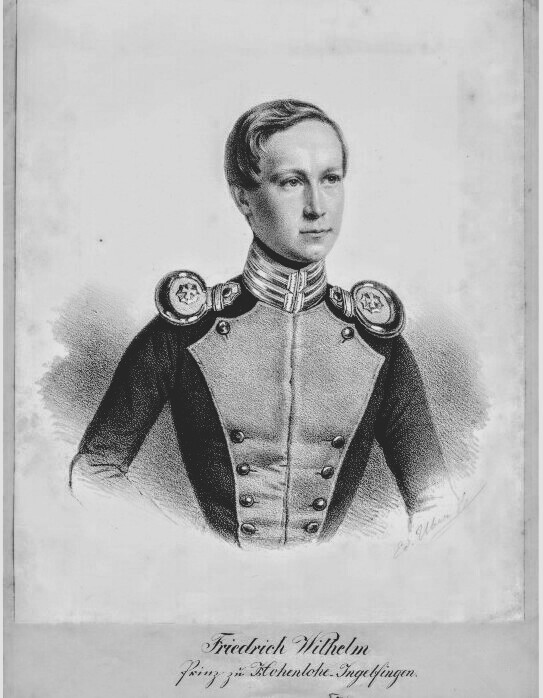
Friedrich Wilhelm zu Hohenlohe-Ingelfingen um 1850

Prinz Friedrich Wilhelm Eduard Alexander zu Hohenlohe-Ingelfingen (* 9. Januar 1826 in Koschentin; † 24. Oktober 1895 ebenda) war ein preußischer General der Kavallerie und Erbherr auf Koschentin. 

## Leben

### Herkunft
Friedrich Wilhelm entstammte dem hochadeligen Haus Hohenlohe-Ingelfingen. Seine Eltern waren der preußische Ministerpräsident Prinz Adolf zu Hohenlohe-Ingelfingen (1797–1873) und Luise zu Hohenlohe-Langenburg (1799–1881). Carl zu Hohenlohe-Ingelfingen (1820–1890) und Kraft zu Hohenlohe-Ingelfingen (1827–1892) waren seine Brüder, Alfred zu Erbach-Fürstenau (1813–1874) war sein Schwager.

### Werdegang
Hohenlohe-Ingelfingen begann im April 1845 seine Offizierslaufbahn in der preußischen Armee als dem 1. Garde-Ulanen-Regiment aggregierter Sekondeleutnant. Im Juli 1845 hat er das Patent zu seinem Dienstgrad erhalten und wurde 1848 einrangiert. Mit seiner Beförderung zu Premierleutnant 1853 wurde er dem Regiment erneut aggregiert. 1855 wurde er zur Dienstleitung zum Prinzen Albrecht von Preußen kommandiert, begleitete diesen an die Universität Bonn, avancierte 1855 zum Rittmeister im 2. Garde-Ulanen-Regiment und wurde schließlich 1856 von seinem Kommando entbunden. 
Er war dann 1858 Eskadronchef im 2. Garde-Ulanen-Regiment und begleitete 1859 Feldmarschall Wrangel nach Stockholm. Dort wurde ihm der schwedische Schwertorden verliehen. Er stieg 1860 zum Major auf und wurde etatmäßiger Stabsoffizier im 2. Schlesischen Ulanen-Regiment. 1862 wechselte er zum Regiment der Gardes du Corps und wurde 1864 Flügeladjutant von König Wilhelm I. Nach seiner Beförderung zum Oberstleutnant 1865 hat er 1866 die Stellung des Kommandeurs im 2. Brandenburgischen Ulanen-Regiment Nr. 11 angetreten, blieb aber weiterhin Flügeladjutant.
Im Deutschen Krieg nahm er an den Gefechten bei Liebenau und Münchengrätz sowie an der Schlacht bei Königgrätz teil. Ebenfalls 1866 hat er das Komturkreuz des Königlichen Hausorden von Hohenzollern mit Schwertern und das mecklenburgisch-schwerinische Militärverdienstkreuz II. Klasse erhalten, wurde schließlich Kommandeur des 3. Garde-Ulanen-Regiments und stieg zum Oberst auf. Es folgte 1867 die Verleihung des russischen Ordens der Heiligen Anna II. Klasse und 1869 die des Kronen-Ordens II. Klasse.
Im Deutsch-Französischen Krieg nahm er an den Schlachten bei Beaumont, Sedan, Le Bourget, der Belagerung von Paris und des Expedition in die Normandie teil. Für letztere hat er das Eiserne Kreuz II. Klasse erhalten.
Unmittelbar nach dem Krieg wurde er Kommandeur der 2. Garde-Kavallerie-Brigade, wiederum bei Belassung seiner Stellung als Flügeladjutant. Noch 1871 wurden ihm die Schwerter zum Kronen-Orden II. Klasse verliehen und er avancierte zum Generalmajor bei Ernennung zum General à la suite des Kaisers unter Belassung seiner Stellung als Brigadekommandeur. Er wurde dann 1873 unter Verleihung des Charakters als Generalleutnant sowie der der Belassung seines Verhältnisses als General à la suite mit Pension zur Disposition gestellt. 
Er hat 1873 auch den bayerischen Hubertusorden und 1874 den Roten Adlerorden II. Klasse mit Eichenlaub erhalten. Zu den Offizieren à la suite der Armee wurde er ebenfalls 1874 gestellt. 1875 folgte die Verleihung des Kronen-Ordens I. Klasse mit Schwertern am Ringe. Sein Patent zum Generalleutnant erhielt er 1879 und den Charakter als General der Kavallerie 1881. Es folgte 1882 die Ehrung mit dem Roten Adlerorden I. Klasse mit Eichenlaub, dem Emailleband des Kronenorden mit Schwertern am Ringe und dem Großkreuz des österreichischen Leopold-Ordens. Er wurde 1888 an den Heiligen Stuhl gesandt, um dort den Tod des Kaisers anzuzeigen. Friedrich III. übernahm ihn von seinem Vorgänger als Generaladjutant. Er bekam 1888 noch den Mauritius- und Lazarusorden und den Alexander-Newski-Orden. Schlussendlich wurde Hohenlohe-Ingelfingen 1892 das Großkreuz des Roten Adlerordens verliehen.

### Familie
Friedrich Wilhelm vermählte sich 1872 mit Gräfin Anna Caroline Louise Amalie Auguste von Giech (1849–1909), Tochter von Carl von Giech (1795–1863) und Franziska von Bismarck (1813–1872). Aus der Ehe gingen fünf Kinder hervor.
1. Franziska Constanze Luise Adelheid Caroline Julie zu Hohenlohe-Ingelfingen (1873–1937)
2. Anna-Luise Helene Ellinor zu Hohenlohe-Ingelfingen (1876–1969)
3. Adele Luise Mathilde Jenny Helene zu Hohenlohe-Ingelfingen (1877–1961), ⚭ Graf Gottfried von Pückler-Limpurg (1871–1957)
4. Wilhelm Friedrich Karl Gottfried Kraft zu Hohenlohe-Ingelfingen (1879–1960)
5. Maria Agnes Amelie Elise zu Hohenlohe-Ingelfingen (1883–1918)